# Loasa arnottiana
Loasa arnottiana är en brännreveväxtart som beskrevs av C. Gay. Loasa arnottiana ingår i släktet Loasa och familjen brännreveväxter. Inga underarter finns listade i Catalogue of Life.